# Hoogwater in Centraal-Europa 2002

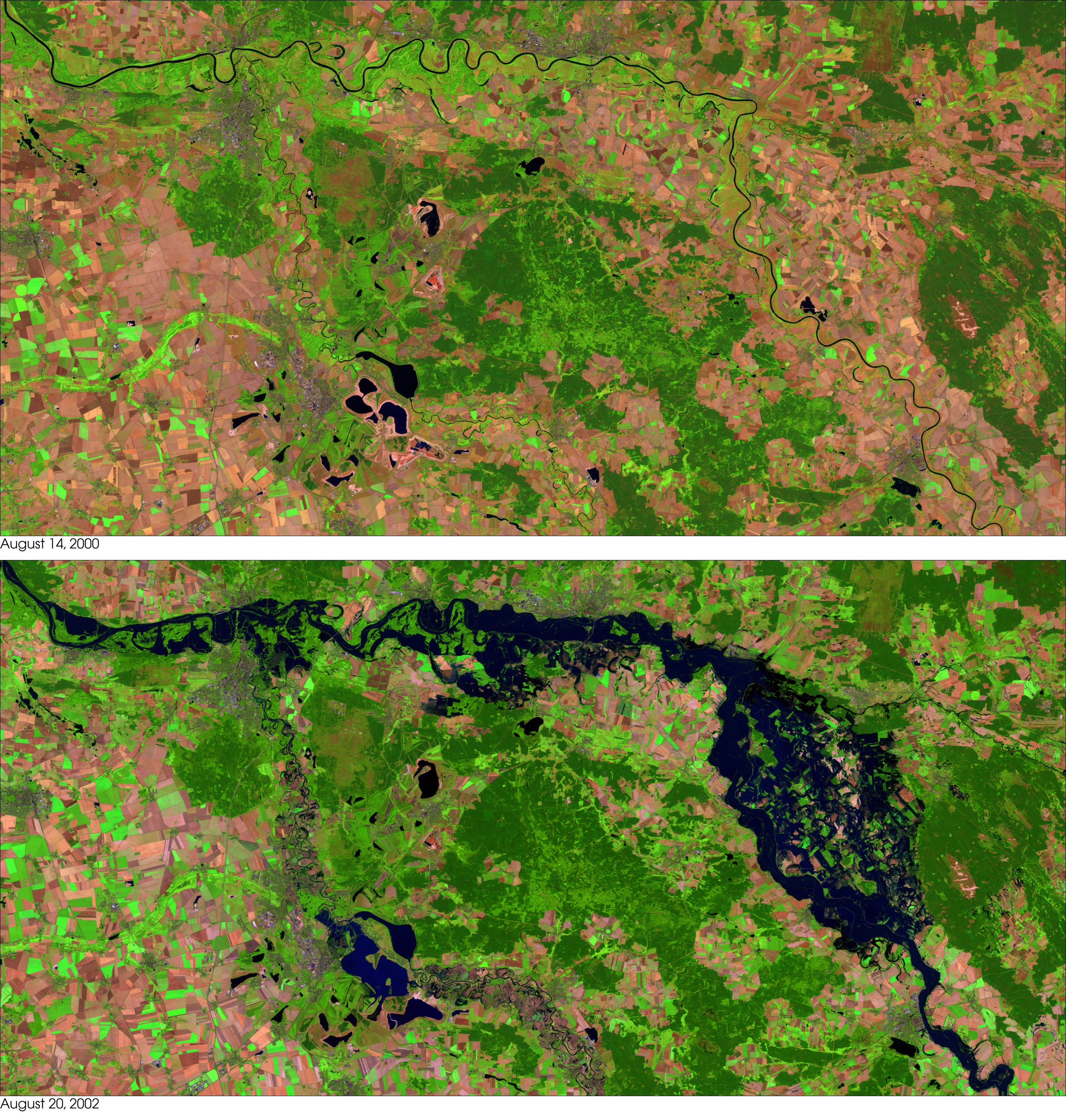
Satellietfoto van de Elbe tussen Torgau (rechtsonder) en Aken (linksboven). Boven de foto van 14 augustus 2000, onder de situatie op 20 augustus 2002.

 In augustus van het jaar 2002 zorgde hevige regenval voor hoogwater en overstromingen in Centraal-Europa. Tientallen mensen kwamen om, duizenden verloren hun bezittingen en er werd voor miljarden euro's schade aangericht door de overstromingen in grote delen van Europa, waaronder Duitsland, Oostenrijk, Polen, Roemenië, Slowakije en Tsjechië. In Duitsland wordt het hoogwater van 2002 Jahrhunderthochwasser genoemd, wat inhoudt dat zulk hoog water maar eens in de honderd jaar voorkomt. In de deelstaat Saksen wordt zelfs over een Jahrtausendflut gesproken, oftewel hoogwater dat eenmaal in de duizend jaar voorkomt.
In totaal komen er 110 mensen om als gevolg van de overstromingen.

## Oorzaken

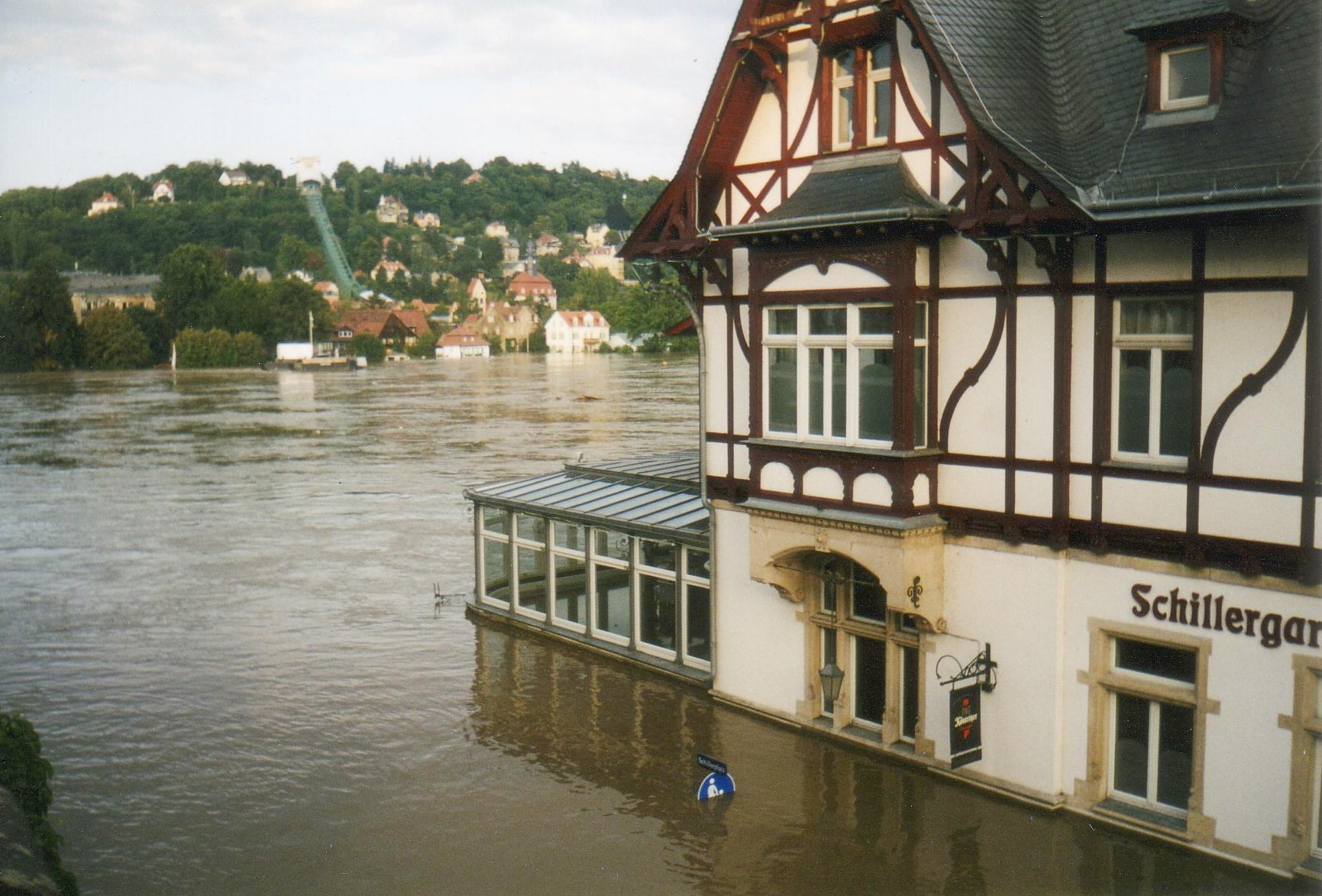
Dresden in augustus 2002

Op 1 augustus 2002 begon het in het noorden van Duitsland hevig te regenen. Op verschillende plaatsen werden neerslagrecords gebroken, waaronder in de stad Cuxhaven waar in een etmaal 63,6 millimeter regen viel. Na deze dag leek de regen voorbij te zijn maar vier dagen later werd opnieuw het noordelijke kustgebied van Duitsland getroffen. Op 5 en 6 augustus viel in 48 uur tijd 150% van de neerslag die normaal in de hele maand augustus in die regio valt. De daaropvolgende dagen trok het regenfront in zuidelijke richting en trof het Beieren, Bohemen en Oostenrijk. In Wendelstein in Beieren werd in een dag (6 augustus) 110 millimeter neerslag gemeten, waarvan 62 binnen 6 uur tijd. Op 11 augustus begon het regengebied zich ook uit te breiden richting het oosten, en op die dag werd vooral Tsjechië getroffen. In het Ertsgebergte viel tot 100 mm. De volgende dag begon er een noordenwind te waaien die ervoor zorgde dat ook Polen te maken kreeg met de regenval. De koele lucht werd tegen het ertsgebergte opgestuwd en dit zorgde voor recordhoeveelheden regen. In Altenberg viel op 12 augustus 312 millimeter, wat een nieuw Duitse neerslagrecord betekende. Voor die tijd lag dat record op 260 millimeter, dat gemeten was in Zeithain in 1906 en in Stein in 1954. Bijzonder is het grote verschil in neerslaghoeveelheden: terwijl in het oosten van Duitsland zeer veel regen viel was er in het westen nauwelijks neerslag. In Essen bijvoorbeeld viel in de eerste 12 dagen van augustus maar 12,1 mm.

## Elbe

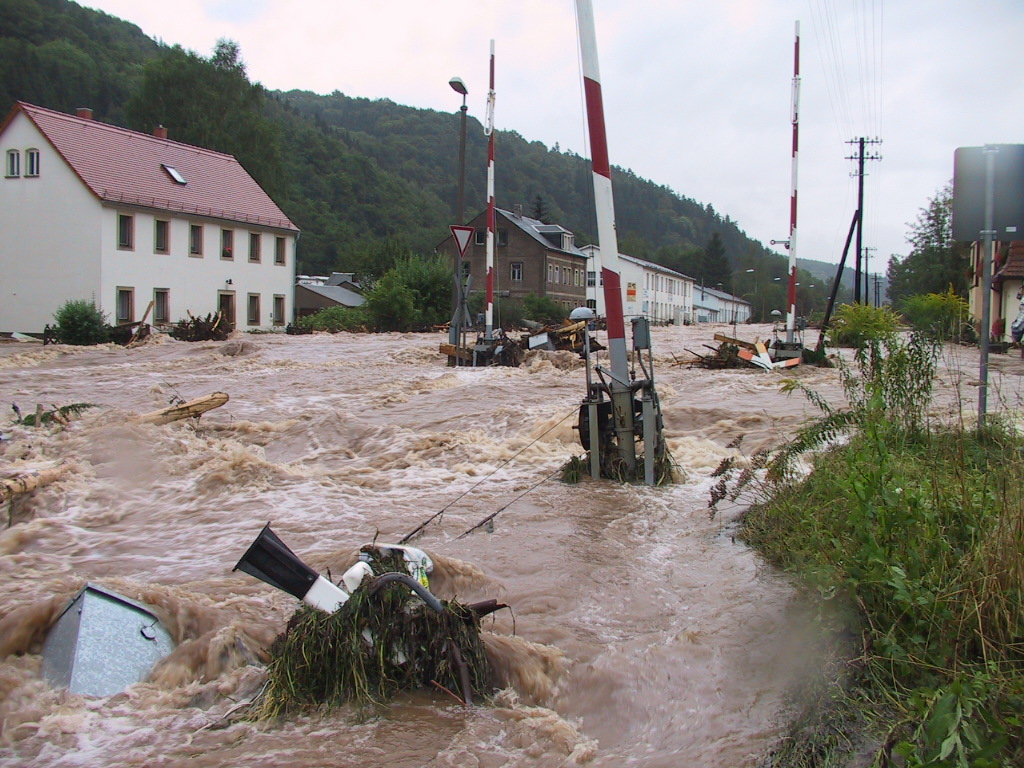
De rivier de Müglitz in het dorp Schlottwitz, gemeente Glashütte.
13 augustus 2002, 18:04 uur

De zware regenval had grote invloed op de rivier de Elbe en zijn directe en indirecte zijrivieren. Zelfs meer dan vier maanden later, met Kerstmis, was in het stroomgebied van de Elbe nog te merken dat het grondwater duidelijk hoger stond dan in andere jaren.
Rond 12 augustus begint de hevige regenval schade aan te richten. In het Ertsgebergte veranderen de vele rivieren, waaronder de Eger, in kolkende massa's die bruggen vernietigden, straten overspoelden, huizen zwaar beschadigden en de stroomvoorziening onklaar maakten. Hele dorpen worden geëvacueerd of van de buitenwereld afgesloten. De meeste rivieren in dit gebied zijn zijrivieren van de Elbe en de Mulde, wat ervoor zorgde dat er ook in die rivieren veel water terechtkwam. In het stadje Glashütte, ten zuiden van Dresden brak op 12 augustus rond half vijf 's middags een dam van een waterreservoir door. Binnen korte tijd stond het water in de rivier de Prießnitz een meter hoger, en Glashütte kreeg het zwaar te verduren. Even verderop mondt de Prießnitz uit in de Müglitz, vanaf waar de vloedgolf weinig effect meer had. De Müglitz bevatte al een grote watermassa door de regenval in de hogergelegen gebieden.

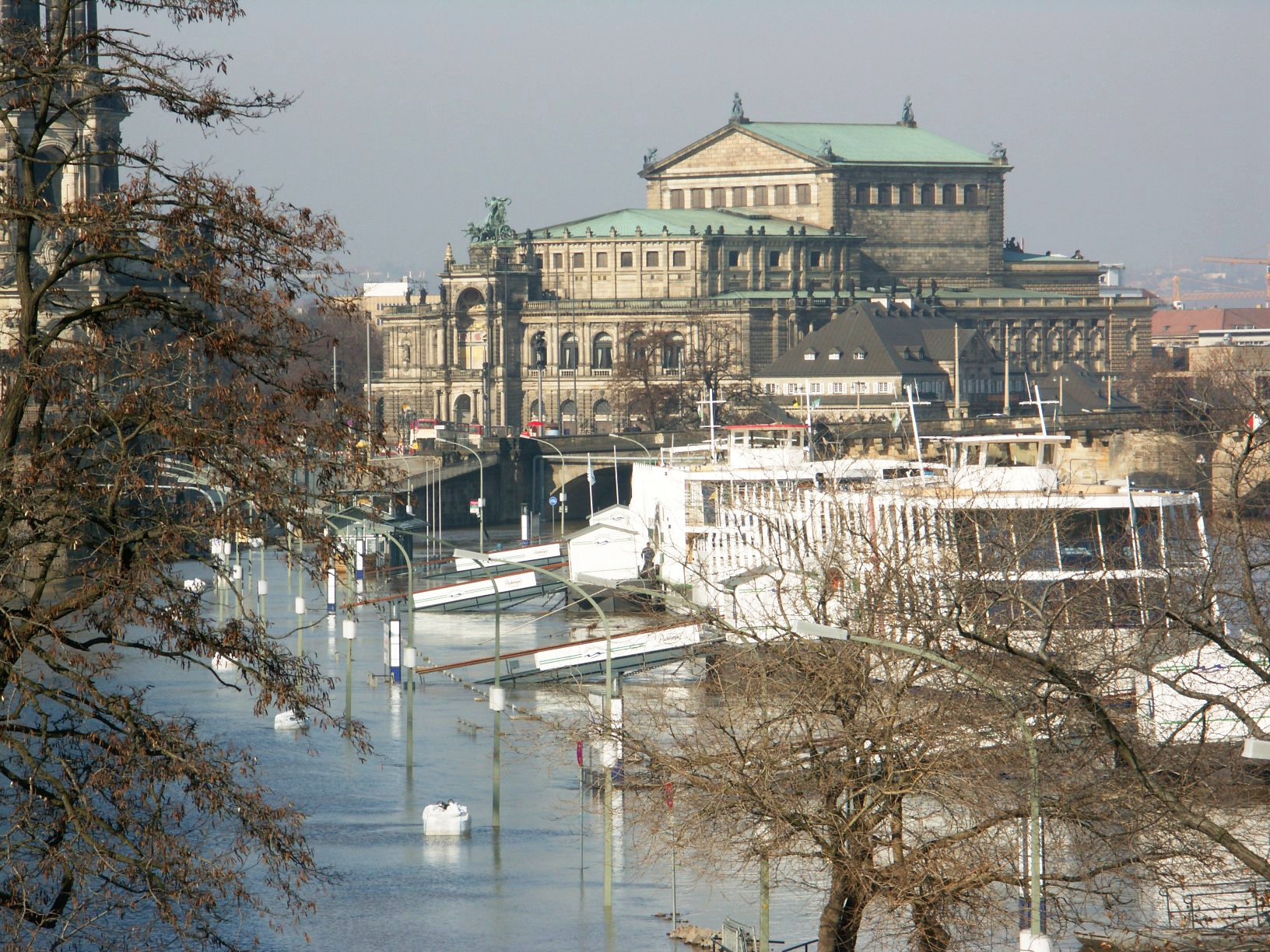
De Semperoper gedurende de overstromingen.

Dresden zelf kreeg vanaf 12 augustus met het hoogwater te maken. De rivier de Weißeritz verliet zijn aangelegde bedding en volgde de oorspronkelijke loop van de rivier weer. Delen van Dresden, waaronder het hoofdstation en een gedeelte van de binnenstad, liepen onder water. Op 13 augustus leek het ergste voorbij, maar het was schijn. Op 16 augustus liep de stad opnieuw onder water, ditmaal door toedoen van de Elbe, die vanuit Tsjechië grote hoeveelheden water bracht. In Dresden werd onder andere schade aangebracht aan de Semperoper. De schade daar werd geschat op 27 miljoen euro, die bij het museum Gemäldegalerie Alte Meister op 20 miljoen.

## Donau

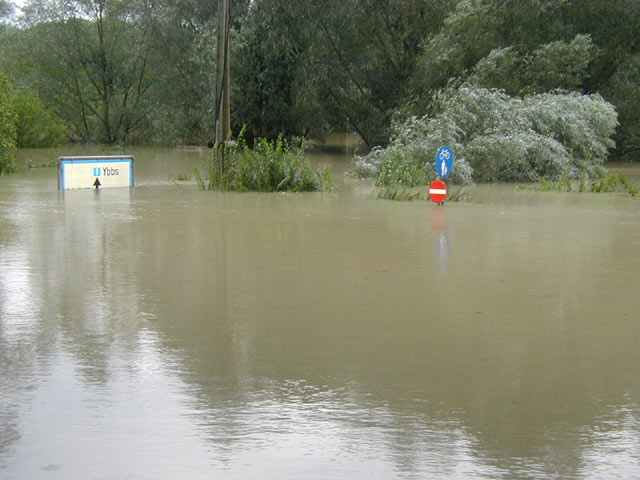
De Donau bij Melk
13 augustus 2002

Ook de Donau trad op verschillende plaatsen buiten zijn oevers. Toch was de schade in het Donaugebied niet zo groot als bij de Elbe. Op sommige plaatsen werd schade voorkomen door verdedigingssystemen tegen overstromingen. In Wenen bijvoorbeeld was nauwelijks schade, ondanks een recordhoogte van de Donau in de stad. De overstromingen hadden wel grote gevolgen bij de dorpen Gedersdorf en Grafenwörth en omgeving. Bij deze plaatsen in de Oostenrijkse deelstaat Neder-Oostenrijk mondt de rivier de Kamp uit in de Donau. Door middel van dammen werd geprobeerd te verhinderen dat de hoge waterstand in de Kamp over zou gaan naar de Donau. Het gebied vlak voor de monding kreeg nu echter te maken met extra veel water. In de deelstaat Neder-Oostenrijk werden door het hoogwater in augustus 2002 meer dan 250 verkeers- en spoorbruggen vernietigd.

## Moldau

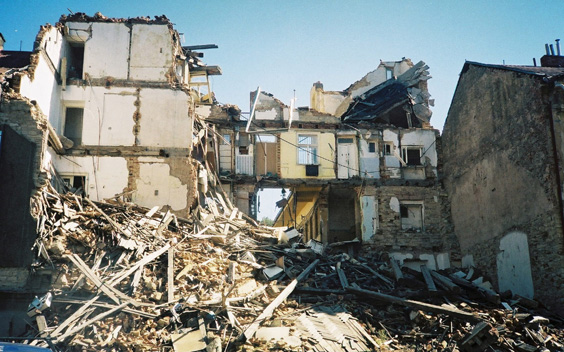
Het Praagse stadsdeel Karlin.
Juni 2003

Op 5 augustus begon het in het zuiden van Tsjechië, regio Zuid-Bohemen, te regenen. De rivier Moldau en zijn vele zijrivieren, waaronder de Berounka en de Otava, traden op verschillende plaatsen buiten hun oevers. In negen dagen tijd viel in dit gebied net zo veel neerslag als normaal in de drie zomermaanden samen valt. Ook de maanden juni en juli waren al natter dan normaal, wat ervoor zorgde dat de bodem verzadigd was. Het gevaar werd echter onderschat. De meeste stuwmeren in de Moldau zijn gewoonlijk tot de rand gevuld en kunnen overmatige neerslaghoeveelheden dus niet aan. Men had bij de dammen preventief 1000 m³ water per seconde door kunnen laten. Dit werd echter niet gedaan. Aan het begin van de tweede week werden de overlaten (een systeem om het water gecontroleerd het stuwmeer te laten verlaten) toch geopend en verenigden de watermassa's uit de Moldau (3000 m³/s) en de Berounka en de Sázava (samen 2000 m³/s) zich en stroomde deze enorme hoeveelheid water naar Praag. Door Praag stroomt normaliter 150 m³/s. Het waterpeil in de Moldau steeg met meer dan zeven meter en het overstromen van het oude centrum kon nog maar net voorkomen worden door het leggen van zandzakken op de straten aan de oever. De metro en het stadsdeel Karlín liepen wel voor een groot deel onder water. Het Nationaal Theater en de dierentuin werden niet gespaard. Een olifant in de dierentuin verdronk. Een zeehond ontsnapte en werd later opgevist in Dresden. Het transport terug naar Praag overleefde het dier echter niet.

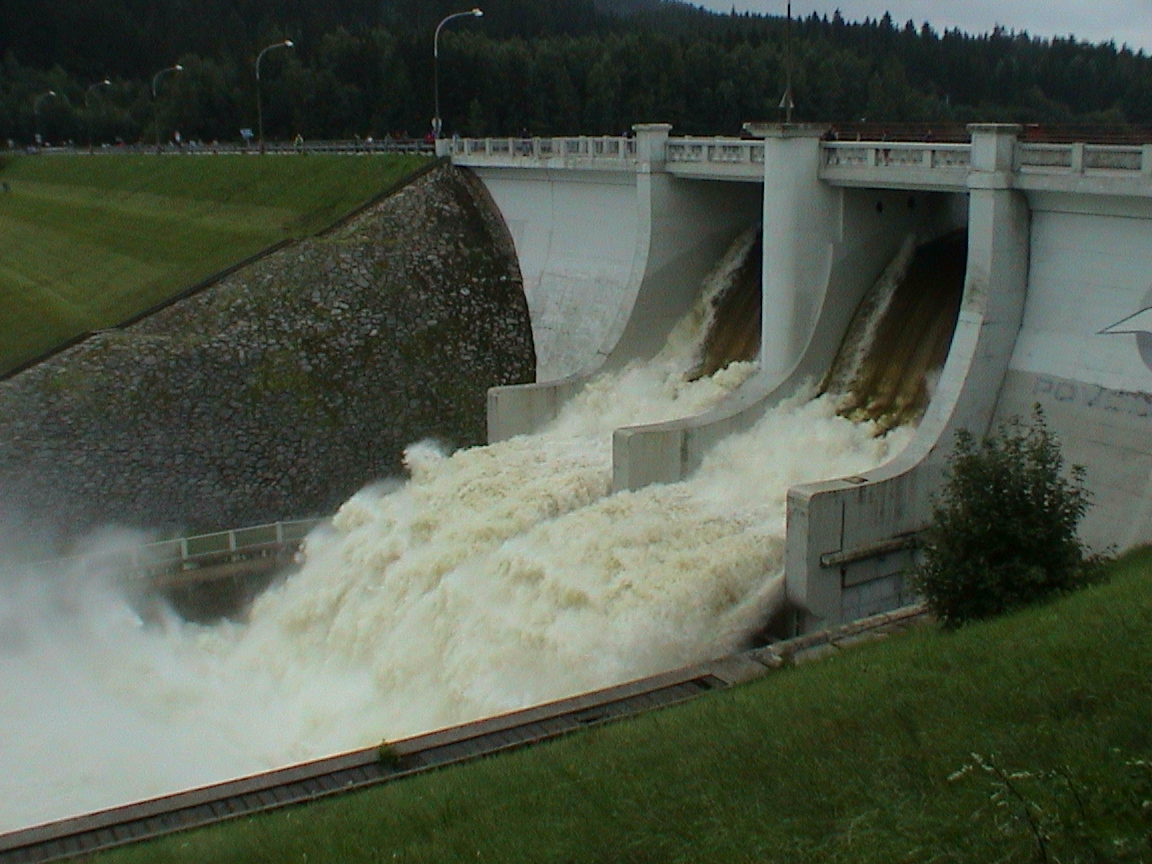
De geopende stuwdam van het Lipnomeer

Zoals gezegd had het metronetwerk van Praag flinke overlast. Grote delen van het net, waaronder minstens 17 stations, werden beschadigd. Op twee plaatsen brak het water door muren heen. Na het hoogwater waren delen van het metronet voor meerdere maanden niet beschikbaar. Vooral de stations in de binnenstad waren niet meer bruikbaar. Gevolg was dat het overvolle verkeer boven de grond veel hinder ondervond. Langzamerhand werd het metronet weer in gebruik genomen. De reparatie van de beschadigde roltrappen was een moeilijke opgave. Pas twee en een halve maand na het hoogwater konden de eerste stations weer geopend worden.
Bij Mělník, ongeveer 40 kilometer ten noorden van Praag, mondt de Moldau uit in de Elbe.

## Gevolgen
In Tsjechië kwamen 17 mensen om als gevolg van de overstromingen. De totale schade werd op 3,3 miljard euro geschat. 446 dorpen liepen onder water, waarvan 99 volledig. 1,33 miljoen mensen werden direct getroffen door het hoogwater, waarvan 200.000 geëvacueerd moesten worden. Het duurde tot 30 maart 2003 voordat de metro in Praag weer volledig in gebruik was. Bij de metro werd de schade geschat op 230 miljoen euro.
In Duitsland lag de schade nog veel hoger. Daar werd de schade geschat op zo'n 15 miljard euro.